# Nazwa miejsca
Nazwy miejsc (łac. nomina loci) – kategoria słowotwórcza wyróżniająca rzeczowniki w oparciu o kryteria:
- semantyczne (struktury znaczeniowe),
- formalne (sufiksy w funkcji wykładnika odpowiednich grup znaczeniowych):
  - -nia, (-alnia, -arnia, -ownia) – nazwy pomieszczeń (jadalnia, księgarnia, kotłownia),
  - -isko - zwykle nazwy otwartych przestrzeni (wysypisko, boisko).

S. Urbańczyk do powyższych kategorii włącza również rzeczowniki takie, jak np. śmietnik , dzwonnica, głębina, zaznaczając, że ze względów formalnych (słowotwórczych) oraz semantycznych, wyrazy te są niejednorodne (np. cukiernia – ma podstawę rzeczownikową - cukier, klepisko czasownika - klepać).